# Fearless (Taylor's Version)
Fearless (Taylor's Version) je reizdanje Swiftinog albuma Fearless, koje je izašao 9. travnja 2021. U izdanju se nalaze sve pjesme s Fearless albuma ponovno snimljene sa svježim vokalima Swift, uključujući šest bonus pjesama koje nisu dospjele na album iz 2008. godine. Glavni singl, "Love Story" (Taylor's Version)", objavljen je 12. veljače 2021. 
Album se sastoji od ponovno snimljenih verzija svih 19 pjesama s platinastog izdanja Fearlessa. "Today Was a Fairytale" i šest dodatnih pjesama "iz trezora" koje nisu uvrštene u Fearless. Rekreirajući instrumentaciju snimke iz 2008. godine, album su producirali Swift, Christopher Rowe, Jack Antonoff i Aaron Dessner. Od 26 pjesama, 12 ih je napisao isključivo Swift. Colbie Caillat, Maren Morris i Keith Urban daju svoj glas. 
Swift je u ožujku 2021. godine objavila pjesmu You All Over Me s pjevačicom Maren Morris te je u travnju objavila i Mr. Perfectly Fine.

## Pozadina
Swift je izdala svoj drugi studijski album, Fearless, 2008. godine s kritičkim i komercijalnim uspjehom. Distribuirala ga je američka izdavačka kuća Big Machine. Album je proveo 11 tjedana na vrhu američke ljestvice Billboard 200 i postao najprodavaniji album 2009. godine. Singlovi s albuma "Love Story" i "You Belong with Me", katapultirali su Swift u mainstream. Najnagrađivaniji country album u povijesti, Fearless je na 52. svečanosti osvojio četiri nagrade Grammy, uključujući i album godine, prvu od tri Swiftine pobjede u toj kategoriji. Album je certificiran za Diamond od strane Recording Industry Association of America, a zaslužan je za to što je otvorio Swift-in put da postane jedna od najvećih djela njene generacije.
2018. godine, nakon što je snimila šest studijskih albuma pod Big Machineom, Swift je istekao ugovor s izdavačkom kućom. Potpisala je novi ugovor s izdavačkom kućom Republic Records, koja je podružnica Universal Music Groupe. Godine 2019. Big Machine Records kupio je američki talent menadžer i poduzetnik Scooter Braun i njegova tvrtka Ithaca Holdings. Kao dio akvizicije, vlasništvo nad majstorima nad prvih šest studijskih albuma Swifta, uključujući Fearless, preneseno je na Brauna. Master je prva snimka audio snimke s koje se prave kopije za prodaju i distribuciju; vlasnik mastera, dakle, posjeduje sve kopije, poput digitalnih verzija za preuzimanje ili na streaming platformama, ili fizičkih verzija dostupnih na CD-ima i vinilnim pločama. U kolovozu 2019. Swift je otkazala kupnju i objavila svoju namjeru da ponovno snima svojih prvih šest studijskih albuma kako bi posjedovao njihove masterse.
U studenom 2020. Braun je masterse prodao Shamrock Holdingsu, američkoj tvrtki s privatnim vlasništvom u vlasništvu Disneyjeve imovine, pod uvjetima stjecanja da će Braun i Ithaca Holdings i dalje imati financijsku korist od albuma. Swift je počela snimati albume u studenom 2020.

## Produkcija
Swift je za "People" magazin rekla da nije bitno izmijenila lirski sadržaj, vokalne melodije i instrumentalne aranžmane snimke iz 2008. godine. Međutim, zvučne teksture su promijenjene u ponovnom snimanju. Dodala je da je temeljito proučila album kako bi preslikala svoje nove vokale sa svojim ranim vokalima. Swift je regrutirala članove svog starijeg turneja, koji su svirali instrumente na snimci 2008. godine, da učine isto za ovu novu verziju albuma.
Swift je također snimila dodatnih 6 pjesama koje do sada nisu nikada bile profesionalno snimljene te ih je uvrstala na album pod rednim brojevima 21 do 26. Na Pjesmama "You All Over Me" i "That's When", Swift je zatražila svoje glazbene prijatelje, Maren Morris i Keitha Urbana, da pjevaju s njom.

## Popis pjesama
| Taylor's Version | Taylor's Version                                             | Taylor's Version                                        | Taylor's Version | Taylor's Version | Taylor's Version | Taylor's Version | Taylor's Version | Taylor's Version | Taylor's Version |
| Br.              | Skladba                                                      | Tekstopisac                                             | Trajanje         |                  |                  |                  |                  |                  |                  |
| ---------------- | ------------------------------------------------------------ | ------------------------------------------------------- | ---------------- | ---------------- | ---------------- | ---------------- | ---------------- | ---------------- | ---------------- |
| 1.               | »Fearless«                                                   | Taylor Swift, Liz Rose, Hillary Lindsey                 | 4:01             |                  |                  |                  |                  |                  |                  |
| 2.               | »Fifteen«                                                    | Swift                                                   | 4:54             |                  |                  |                  |                  |                  |                  |
| 3.               | »Love Story«                                                 | Swift                                                   | 3:56             |                  |                  |                  |                  |                  |                  |
| 4.               | »Hey Stephen«                                                | Swift                                                   | 4:14             |                  |                  |                  |                  |                  |                  |
| 5.               | »White Horse«                                                | Swift, Rose                                             | 3:55             |                  |                  |                  |                  |                  |                  |
| 6.               | »You Belong with Me«                                         | Swift, Rose                                             | 3:52             |                  |                  |                  |                  |                  |                  |
| 7.               | »Breathe« (ft. Colbie Caillat)                               | Swift, Colbie Caillat                                   | 4:23             |                  |                  |                  |                  |                  |                  |
| 8.               | »Tell Me Why«                                                | Swift, Rose                                             | 3:20             |                  |                  |                  |                  |                  |                  |
| 9.               | »You're Not Sorry«                                           | Swift                                                   | 4:21             |                  |                  |                  |                  |                  |                  |
| 10.              | »The Way I Loved You«                                        | Swift, John Rich                                        | 4:07             |                  |                  |                  |                  |                  |                  |
| 11.              | »Forever & Always«                                           | Swift                                                   | 3:45             |                  |                  |                  |                  |                  |                  |
| 12.              | »The Best Day«                                               | Swift                                                   | 4:05             |                  |                  |                  |                  |                  |                  |
| 13.              | »Change«                                                     | Swift                                                   | 4:40             |                  |                  |                  |                  |                  |                  |
| 14.              | »Jump Then Fall«                                             | Swift                                                   |                  |                  |                  |                  |                  |                  |                  |
| 15.              | »Untouchable«                                                | Swift • Cary Barlowe • Nathan Barlowe • Tommy Lee James | 5:11             |                  |                  |                  |                  |                  |                  |
| 16.              | »Forever & Always (piano verzija)«                           | Swift                                                   | 4:27             |                  |                  |                  |                  |                  |                  |
| 17.              | »Come in with the Rain«                                      | Swift • Liz Rose                                        | 3:58             |                  |                  |                  |                  |                  |                  |
| 18.              | »Superstar«                                                  | Swift • Rose                                            | 4:21             |                  |                  |                  |                  |                  |                  |
| 19.              | »The Other Side of the Door«                                 | Swift                                                   | 3:57             |                  |                  |                  |                  |                  |                  |
| 20.              | »Today Was a Fairytale«                                      | Swift                                                   | 4:01             |                  |                  |                  |                  |                  |                  |
| 21.              | »You All Over Me« (ft. Maren Morris (Aaron Dessner i Swift)) | Swift • Scooter Carusoe                                 | 3:40             |                  |                  |                  |                  |                  |                  |
| 22.              | »Mr. Perfectly Fine« (Jack Antonoff i Swift)                 | Swift                                                   | 4:37             |                  |                  |                  |                  |                  |                  |
| 23.              | »We Were Happy« (Dessner i Swift)                            | Swift • Rose                                            | 4:04             |                  |                  |                  |                  |                  |                  |
| 24.              | »That's When« (ft. Keith Urban (Antonoff i Swift))           | Swift • Brad Warren • Brett Warren                      | 3:09             |                  |                  |                  |                  |                  |                  |
| 25.              | »Don't You« (Antonoff i Swift)                               | Swift • James                                           | 3:28             |                  |                  |                  |                  |                  |                  |
| 26.              | »Bye Bye Baby« (Antonoff i Swift)                            | Swift • Rose                                            | 4:02             |                  |                  |                  |                  |                  |                  |
| 106:20           |                                                              |                                                         |                  |                  |                  |                  |                  |                  |                  |

| Taylor's Version deluxe edition | Taylor's Version deluxe edition | Taylor's Version deluxe edition | Taylor's Version deluxe edition | Taylor's Version deluxe edition | Taylor's Version deluxe edition | Taylor's Version deluxe edition | Taylor's Version deluxe edition | Taylor's Version deluxe edition | Taylor's Version deluxe edition |
| Br.                             | Skladba                         | Tekstopisac                     | Trajanje                        |                                 |                                 |                                 |                                 |                                 |                                 |
| ------------------------------- | ------------------------------- | ------------------------------- | ------------------------------- | ------------------------------- | ------------------------------- | ------------------------------- | ------------------------------- | ------------------------------- | ------------------------------- |
| 27.                             | »Love Story (Elvira remix)«     | Swift                           | 3:53                            |                                 |                                 |                                 |                                 |                                 |                                 |
| 110:13                          |                                 |                                 |                                 |                                 |                                 |                                 |                                 |                                 |                                 |

### Kompilacije
| Fearless (Taylor's Version): The Halfway Out the Door Chapter | Fearless (Taylor's Version): The Halfway Out the Door Chapter | Fearless (Taylor's Version): The Halfway Out the Door Chapter | Fearless (Taylor's Version): The Halfway Out the Door Chapter | Fearless (Taylor's Version): The Halfway Out the Door Chapter | Fearless (Taylor's Version): The Halfway Out the Door Chapter | Fearless (Taylor's Version): The Halfway Out the Door Chapter | Fearless (Taylor's Version): The Halfway Out the Door Chapter | Fearless (Taylor's Version): The Halfway Out the Door Chapter | Fearless (Taylor's Version): The Halfway Out the Door Chapter |
| Br.                                                           | Skladba                                                       | Tekstopisac                                                   | Trajanje                                                      |                                                               |                                                               |                                                               |                                                               |                                                               |                                                               |
| ------------------------------------------------------------- | ------------------------------------------------------------- | ------------------------------------------------------------- | ------------------------------------------------------------- | ------------------------------------------------------------- | ------------------------------------------------------------- | ------------------------------------------------------------- | ------------------------------------------------------------- | ------------------------------------------------------------- | ------------------------------------------------------------- |
| 1.                                                            | »Mr. Perfectly Fine« (Jack Antonoff i Swift)                  | Swift                                                         | 4:37                                                          |                                                               |                                                               |                                                               |                                                               |                                                               |                                                               |
| 2.                                                            | »Forever & Always«                                            | Swift                                                         | 3:45                                                          |                                                               |                                                               |                                                               |                                                               |                                                               |                                                               |
| 3.                                                            | »White Horse«                                                 | Swift, Rose                                                   | 3:55                                                          |                                                               |                                                               |                                                               |                                                               |                                                               |                                                               |
| 4.                                                            | »You're Not Sorry«                                            | Swift                                                         | 4:21                                                          |                                                               |                                                               |                                                               |                                                               |                                                               |                                                               |
| 5.                                                            | »Breathe« (ft. Colbie Caillat)                                | Swift, Colbie Caillat                                         | 4:23                                                          |                                                               |                                                               |                                                               |                                                               |                                                               |                                                               |
| 6.                                                            | »The Other Side of the Door«                                  | Swift                                                         | 3:57                                                          |                                                               |                                                               |                                                               |                                                               |                                                               |                                                               |
| 24:58                                                         |                                                               |                                                               |                                                               |                                                               |                                                               |                                                               |                                                               |                                                               |                                                               |

| Fearless (Taylor's Version): The Kissing in the Rain Chapter | Fearless (Taylor's Version): The Kissing in the Rain Chapter | Fearless (Taylor's Version): The Kissing in the Rain Chapter | Fearless (Taylor's Version): The Kissing in the Rain Chapter | Fearless (Taylor's Version): The Kissing in the Rain Chapter | Fearless (Taylor's Version): The Kissing in the Rain Chapter | Fearless (Taylor's Version): The Kissing in the Rain Chapter | Fearless (Taylor's Version): The Kissing in the Rain Chapter | Fearless (Taylor's Version): The Kissing in the Rain Chapter | Fearless (Taylor's Version): The Kissing in the Rain Chapter |
| Br.                                                          | Skladba                                                      | Tekstopisac                                                  | Trajanje                                                     |                                                              |                                                              |                                                              |                                                              |                                                              |                                                              |
| ------------------------------------------------------------ | ------------------------------------------------------------ | ------------------------------------------------------------ | ------------------------------------------------------------ | ------------------------------------------------------------ | ------------------------------------------------------------ | ------------------------------------------------------------ | ------------------------------------------------------------ | ------------------------------------------------------------ | ------------------------------------------------------------ |
| 1.                                                           | »The Way I Loved You«                                        | Swift, John Rich                                             | 4:07                                                         |                                                              |                                                              |                                                              |                                                              |                                                              |                                                              |
| 2.                                                           | »Hey Stephen«                                                | Swift                                                        | 4:14                                                         |                                                              |                                                              |                                                              |                                                              |                                                              |                                                              |
| 3.                                                           | »Today Was a Fairytale«                                      | Swift                                                        | 4:01                                                         |                                                              |                                                              |                                                              |                                                              |                                                              |                                                              |
| 4.                                                           | »Fifteen«                                                    | Swift                                                        | 4:54                                                         |                                                              |                                                              |                                                              |                                                              |                                                              |                                                              |
| 5.                                                           | »Superstar«                                                  | Swift • Rose                                                 | 4:21                                                         |                                                              |                                                              |                                                              |                                                              |                                                              |                                                              |
| 6.                                                           | »Come in with the Rain«                                      | Swift • Liz Rose                                             | 3:58                                                         |                                                              |                                                              |                                                              |                                                              |                                                              |                                                              |
| 25:32                                                        |                                                              |                                                              |                                                              |                                                              |                                                              |                                                              |                                                              |                                                              |                                                              |

| Fearless (Taylor's Version): The I Remember What You Said Last Night Chapter | Fearless (Taylor's Version): The I Remember What You Said Last Night Chapter | Fearless (Taylor's Version): The I Remember What You Said Last Night Chapter | Fearless (Taylor's Version): The I Remember What You Said Last Night Chapter | Fearless (Taylor's Version): The I Remember What You Said Last Night Chapter | Fearless (Taylor's Version): The I Remember What You Said Last Night Chapter | Fearless (Taylor's Version): The I Remember What You Said Last Night Chapter | Fearless (Taylor's Version): The I Remember What You Said Last Night Chapter | Fearless (Taylor's Version): The I Remember What You Said Last Night Chapter | Fearless (Taylor's Version): The I Remember What You Said Last Night Chapter |
| Br.                                                                          | Skladba                                                                      | Tekstopisac                                                                  | Trajanje                                                                     |                                                                              |                                                                              |                                                                              |                                                                              |                                                                              |                                                                              |
| ---------------------------------------------------------------------------- | ---------------------------------------------------------------------------- | ---------------------------------------------------------------------------- | ---------------------------------------------------------------------------- | ---------------------------------------------------------------------------- | ---------------------------------------------------------------------------- | ---------------------------------------------------------------------------- | ---------------------------------------------------------------------------- | ---------------------------------------------------------------------------- | ---------------------------------------------------------------------------- |
| 1.                                                                           | »You Belong with Me«                                                         | Swift, Rose                                                                  | 3:52                                                                         |                                                                              |                                                                              |                                                                              |                                                                              |                                                                              |                                                                              |
| 2.                                                                           | »Tell Me Why«                                                                | Swift, Rose                                                                  | 3:20                                                                         |                                                                              |                                                                              |                                                                              |                                                                              |                                                                              |                                                                              |
| 3.                                                                           | »Fearless«                                                                   | Taylor Swift, Liz Rose, Hillary Lindsey                                      | 4:01                                                                         |                                                                              |                                                                              |                                                                              |                                                                              |                                                                              |                                                                              |
| 4.                                                                           | »Love Story«                                                                 | Swift                                                                        | 3:56                                                                         |                                                                              |                                                                              |                                                                              |                                                                              |                                                                              |                                                                              |
| 5.                                                                           | »Forever & Always«                                                           | Swift                                                                        | 3:45                                                                         |                                                                              |                                                                              |                                                                              |                                                                              |                                                                              |                                                                              |
| 6.                                                                           | »Change«                                                                     | Swift                                                                        | 4:40                                                                         |                                                                              |                                                                              |                                                                              |                                                                              |                                                                              |                                                                              |
| 23:31                                                                        |                                                                              |                                                                              |                                                                              |                                                                              |                                                                              |                                                                              |                                                                              |                                                                              |                                                                              |

| Fearless (Taylor's Version): The From the Vault Chapter | Fearless (Taylor's Version): The From the Vault Chapter      | Fearless (Taylor's Version): The From the Vault Chapter | Fearless (Taylor's Version): The From the Vault Chapter | Fearless (Taylor's Version): The From the Vault Chapter | Fearless (Taylor's Version): The From the Vault Chapter | Fearless (Taylor's Version): The From the Vault Chapter | Fearless (Taylor's Version): The From the Vault Chapter | Fearless (Taylor's Version): The From the Vault Chapter | Fearless (Taylor's Version): The From the Vault Chapter |
| Br.                                                     | Skladba                                                      | Tekstopisac                                             | Trajanje                                                |                                                         |                                                         |                                                         |                                                         |                                                         |                                                         |
| ------------------------------------------------------- | ------------------------------------------------------------ | ------------------------------------------------------- | ------------------------------------------------------- | ------------------------------------------------------- | ------------------------------------------------------- | ------------------------------------------------------- | ------------------------------------------------------- | ------------------------------------------------------- | ------------------------------------------------------- |
| 1.                                                      | »You All Over Me« (ft. Maren Morris (Aaron Dessner i Swift)) | Swift • Scooter Carusoe                                 | 3:40                                                    |                                                         |                                                         |                                                         |                                                         |                                                         |                                                         |
| 2.                                                      | »Mr. Perfectly Fine« (Jack Antonoff i Swift)                 | Swift                                                   | 4:37                                                    |                                                         |                                                         |                                                         |                                                         |                                                         |                                                         |
| 3.                                                      | »We Were Happy« (Dessner i Swift)                            | Swift • Rose                                            | 4:04                                                    |                                                         |                                                         |                                                         |                                                         |                                                         |                                                         |
| 4.                                                      | »That's When« (ft. Keith Urban (Antonoff i Swift))           | Swift • Brad Warren • Brett Warren                      | 3:09                                                    |                                                         |                                                         |                                                         |                                                         |                                                         |                                                         |
| 5.                                                      | »Don't You« (Antonoff i Swift)                               | Swift • James                                           | 3:28                                                    |                                                         |                                                         |                                                         |                                                         |                                                         |                                                         |
| 6.                                                      | »Bye Bye Baby« (Antonoff i Swift)                            | Swift • Rose                                            | 4:02                                                    |                                                         |                                                         |                                                         |                                                         |                                                         |                                                         |
| 23:00                                                   |                                                              |                                                         |                                                         |                                                         |                                                         |                                                         |                                                         |                                                         |                                                         |

## Ljestvice
| Ljestvice (2021.)      | Najviša pozicija |
| ---------------------- | ---------------- |
| Argentina              | 1                |
| Australija             | 1                |
| Austrija               | 2                |
| Belgija                | 3                |
| Češka                  | 2                |
| Danska                 | 8                |
| Finska                 | 22               |
| Francuska              | 26               |
| Italija                | 12               |
| Irska                  | 1                |
| Japan                  | 17               |
| Kanada                 | 1                |
| Mađarska               | 8                |
| Novi Zeland            | 1                |
| Norveška               | 2                |
| Njemačka               | 2                |
| Poljska                | 29               |
| Portugal               | 2                |
| SAD                    | 1                |
| Škotska                | 1                |
| Španjolska             | 3                |
| Švedska                | 17               |
| Švicarska              | 3                |
| Ujedinjeno Kraljevstvo | 1                |